# Матлаков Максим Сергійович
Максим Сергійович Матлаков (рос. Максим Сергеевич Матлаков; нар. 5 березня 1991) — російський шахіст, гросмейстер (2010). Чемпіон Санкт-Петербурга (2009), чемпіон Європи (2017).
Його рейтинг станом на березень 2020 року — 2685 (45-те місце у світі, 11-те — в Росії).

## Життєпис
Займався в шаховому клубі ім. Алехіна (Пушкін) та СДЮСШОР № 2 (Санкт-Петербург).
Серед його наставників — Сергій Румянцев, Сергій Хавський, Олексій Юнєєв та Сергій Іванов. Після закінчення школи № 606 у Пушкіні вступив до Санкт-Петербурзького державного університету економіки та фінансів.
Неодноразово перемагав у юнацьких першостях Росії в групах до 12, 14, 16 і 18 років. Завоював бронзу на чемпіонатах світу серед юнаків і дівчат до 12 років (Халкідіки, 2003) та до 14 років (Бельфор, 2005). 2009 року став чемпіоном світу серед учасників до 18 років на змаганнях, що проходили в турецькому місті Кемер.
Взяв участь у кількох чемпіонатах Санкт-Петербурга. 2004 року посів 9-те, 2007 — 3-тє, 2008 і 2010 — 2-ге місця. На 82-му чемпіонаті Санкт-Петербурга (2009) поділив перше місце з Павлом Анісімовим і Василем Ємеліним, але обійшов їх за додатковими показниками.
Досягнув низки успіхів на міжнародних змаганнях: 65-й фестиваль «Петровська лодія» (Петергоф, 2008) — 3-тє місце, 67-й фестиваль «Петровська лодія» (Петергоф, 2008) — 3-тє місце, меморіал Айварса Гіпсліса (Рига, 2009) — 1-ше місце; фестиваль пам'яті Мігеля Найдорфа (Варшава, 2009) — 1-ше місце, «Озеро Севан» (Мартуні, 2010) — 3-тє місце. Від 2007 року міжнародний майстер, 2010-го отримав звання гросмейстера.

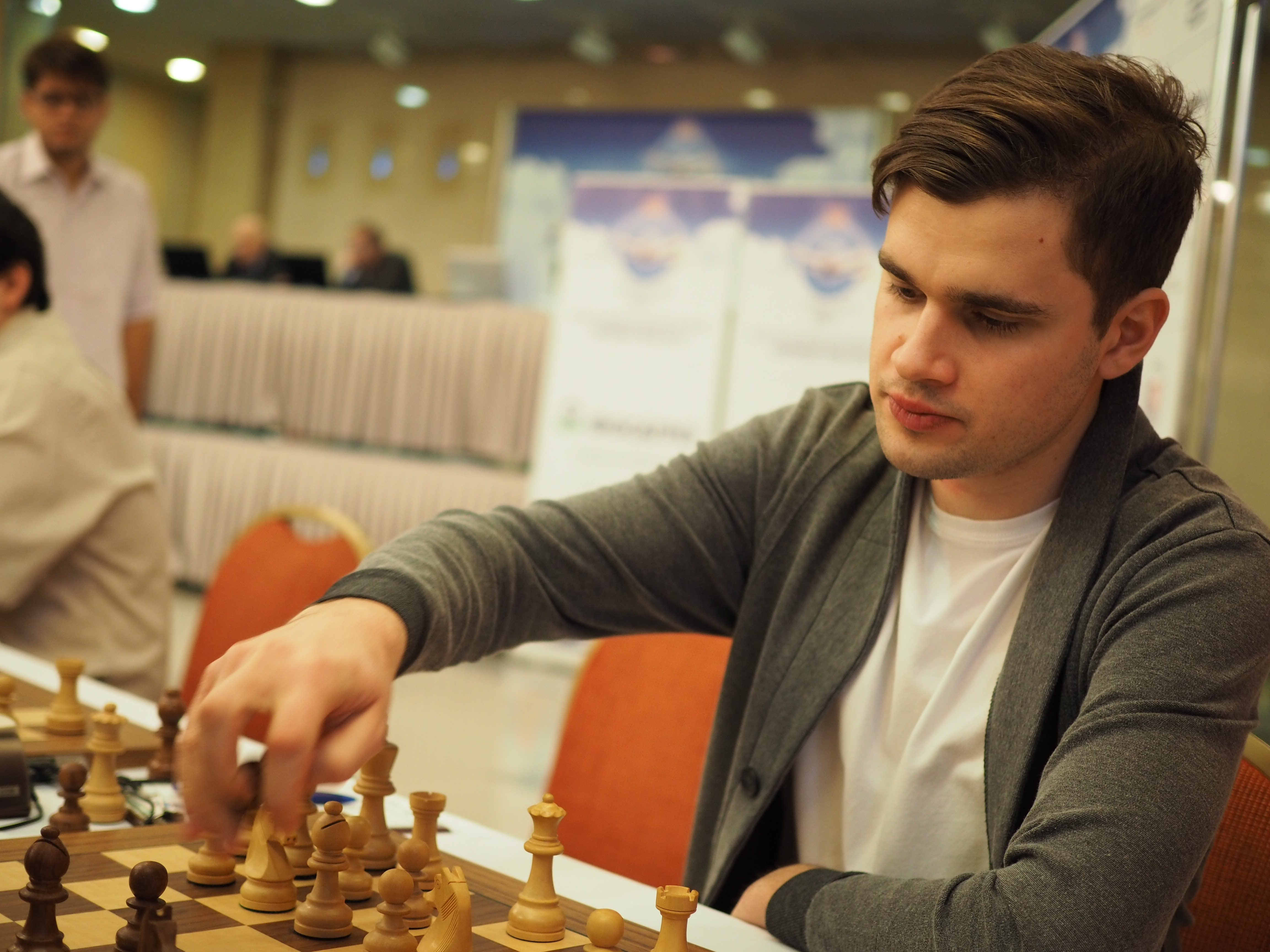
Максим Матлаков на турнірі Аерофлот опен 2017 у Москві

На клубних змаганнях серед іншого виступав за команди «Грифон» і «Клуб їм. Чигоріна» (обидві — Санкт-Петербург), Reverte Albox (Іспанія) і Sollentuna SK (Швеція).
У 2012 році посів друге місце на командному чемпіонаті Європи у складі команди СПбШФ.
У березні 2012 року поділив 2-11 місце на чемпіонаті Європи, за додатковими показниками став 6-м.